# Armigeres jugraensis
Armigeres jugraensis är en tvåvingeart som först beskrevs av George Frederick Leicester 1908.  Armigeres jugraensis ingår i släktet Armigeres och familjen stickmyggor. Inga underarter finns listade i Catalogue of Life.